# Linux音訊軟體列表
以下內容列出Linux音訊軟體。

## 發行版與附加元件
- Dyne:bolic（英语：Dyne:bolic）
- Musix GNU+Linux（英语：Musix GNU+Linux）
- Planet CCRMA（英语：Planet CCRMA）
- Puredyne（英语：Puredyne）
- Ubuntu Studio
- AV Linux（英语：AV Linux）

## 圖形程式設計
- Pure Data

## 音訊程式語言
- ChucK
- Csound（英语：Csound）
- Nyquist（英语：Nyquist (programming language)）
- Sonic Pi（英语：Sonic Pi）
- SuperCollider

## 唱片騎師
- Mixxx
- Xwax（英语：Xwax）

## 爵士鼓
- Hydrogen（英语：Hydrogen (software)）

## 格式轉換
- Fre:ac（英语：Fre:ac）
- OggConvert
- SoX（英语：SoX）
- GNOME SoundConverter

## 電台廣播
- Airtime（英语：Airtime (software)）
- Campcaster（已停止）
- Icecast
- OpenBroadcaster（英语：OpenBroadcaster）

## 收音機
- Streamtuner（英语：Streamtuner）